# Araneus adjuntaensis
Araneus adjuntaensis är en spindelart som först beskrevs av Alexander Petrunkevitch 1930.  Araneus adjuntaensis ingår i släktet Araneus och familjen hjulspindlar.
Artens utbredningsområde är Puerto Rico. Inga underarter finns listade i Catalogue of Life.